# السهلة، إب
السهلة هي إحدى قرى الجمهورية اليمنية. وهي تتبع جغرافيًا لمحافظة إب. وإداريًا لمديرية القفر. يبلغ تعداد سكانها 3878 نسمة حسب الإحصاء الذي جرى عام 2004.